# Sagem Sperwer
Le Sperwer est un drone tactique (Tactical Unmanned Air Vehicle) de renseignement militaire conçu et fabriqué par la société Sagem, devenue Sagem Défense Sécurité à partir de 2005 (et renommée Safran Electronics & Defense en 2016).

## Historique
Le drone Sperwer est le successeur du drone Crécerelle. Son développement a débuté au milieu des années 1990.
En 2011, 130 Sperwer ont été produits au total à l'usine de Montluçon.

## Caractéristiques
Le drone Sperwer est un avion sans pilote à aile delta propulsé par un moteur bicylindre deux temps entraînant une hélice quadripale. Il est propulsé pour le décollage par une catapulte pneumatique. L'atterrissage se fait à l'aide d'un parachute et de coussins gonflables de sécurité placés sous les ailes. Il peut voler 4 heures à 80 km de sa base et à la vitesse de 45 m/s (environ 162 km/h). Un engin est resté plus de 5h sur zone en Afghanistan.
Sa charge utile est un ensemble de caméras gyrostabilisées qui permettent la prise d’images aériennes en spectre visible et en infrarouge, pour assurer le suivi et la désignation de cibles lors de l'appui des troupes au sol et du réglage des tirs d'artillerie.
Le système de drone Sperwer est composé d'un véhicule aérien (le drone en lui-même) emportant la charge utile et d'un segment sol permettant la mise en œuvre et le contrôle du véhicule aérien. Les images prises par le drone sont retransmises en temps réel au segment sol où elles sont analysées par un opérateur spécialisé.
« Sperwer » est le nom néerlandais de l'épervier d'Europe. Le drone Sperwer fut nommé ainsi pour l'armée néerlandaise, première armée à le mettre en service. Ce nom fait référence à la vue perçante de cet oiseau de proie. Dans la même idée, le Crécerelle est le nom du système de drone précédent de Sagem Défense Sécurité, utilisé en opérations pendant le conflit de l'ex-Yougoslavie.

## Pays utilisateurs
Les drones de type Sperwer sont ou ont été en service sous différents noms (« SDTI » en France, « Ugglan » en Suède) dans plusieurs armées : Canada, Danemark, France, Grèce, Pays-Bas, Suède.

### France: Système de drone tactique intérimaire

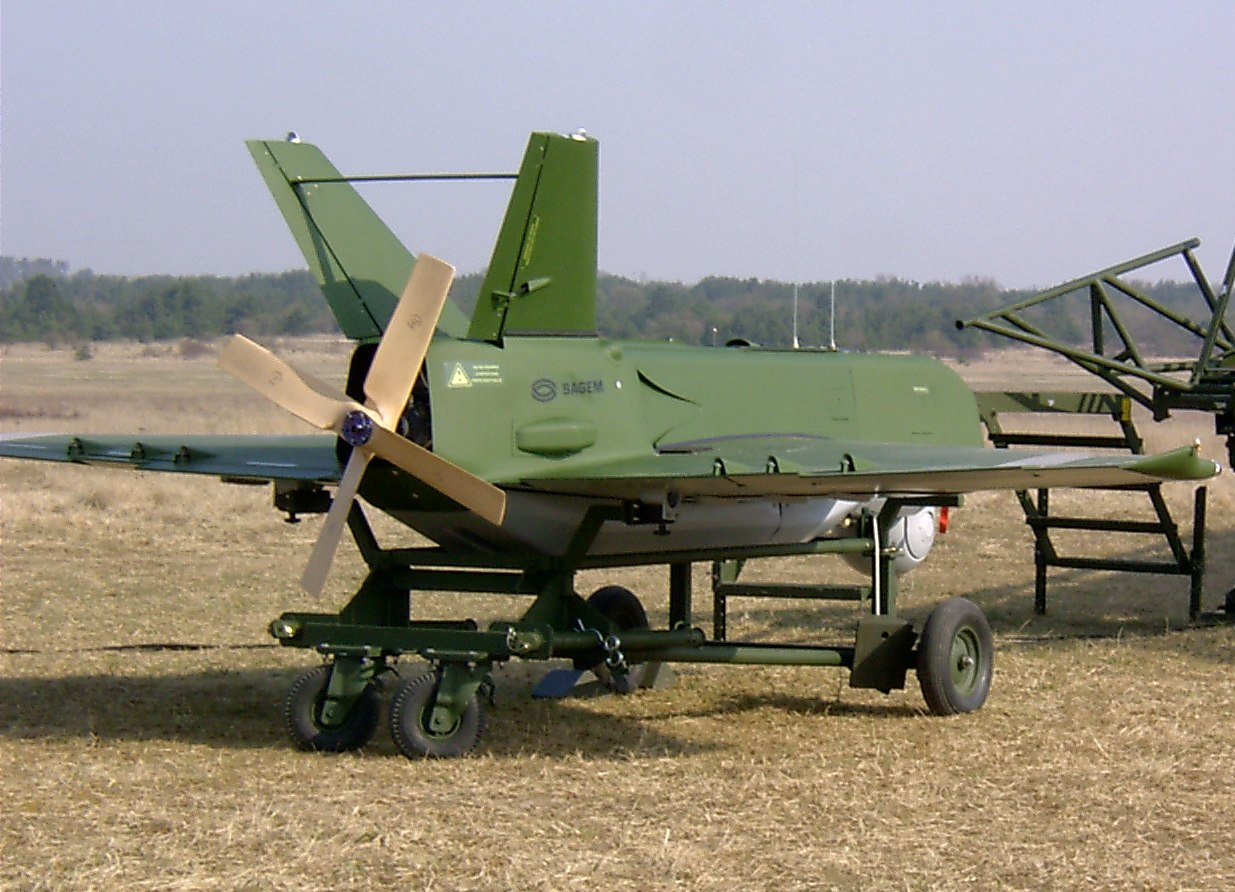
Un SDTI de l'armée de terre française.

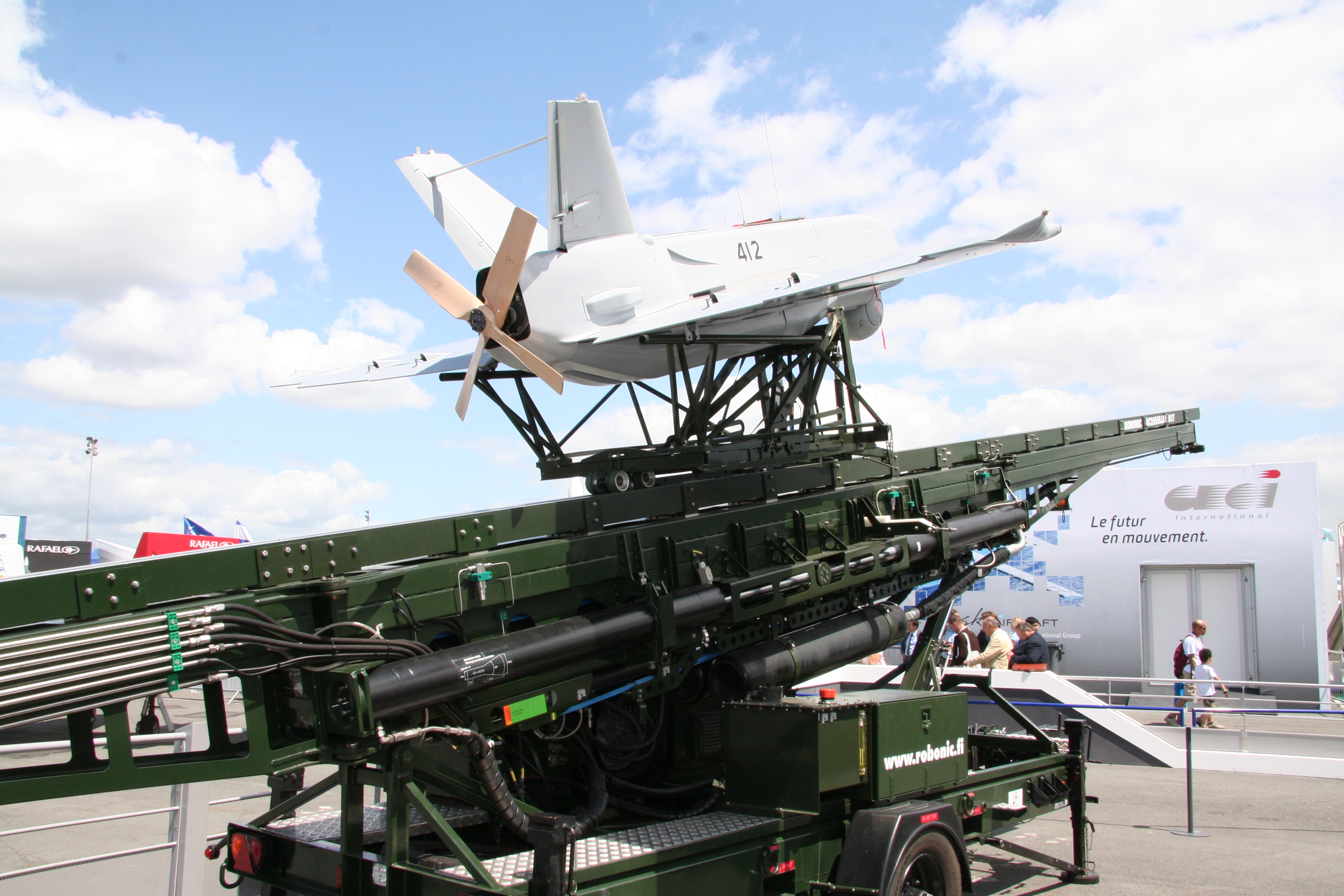
Drone SDTI sur un lanceur Robonic

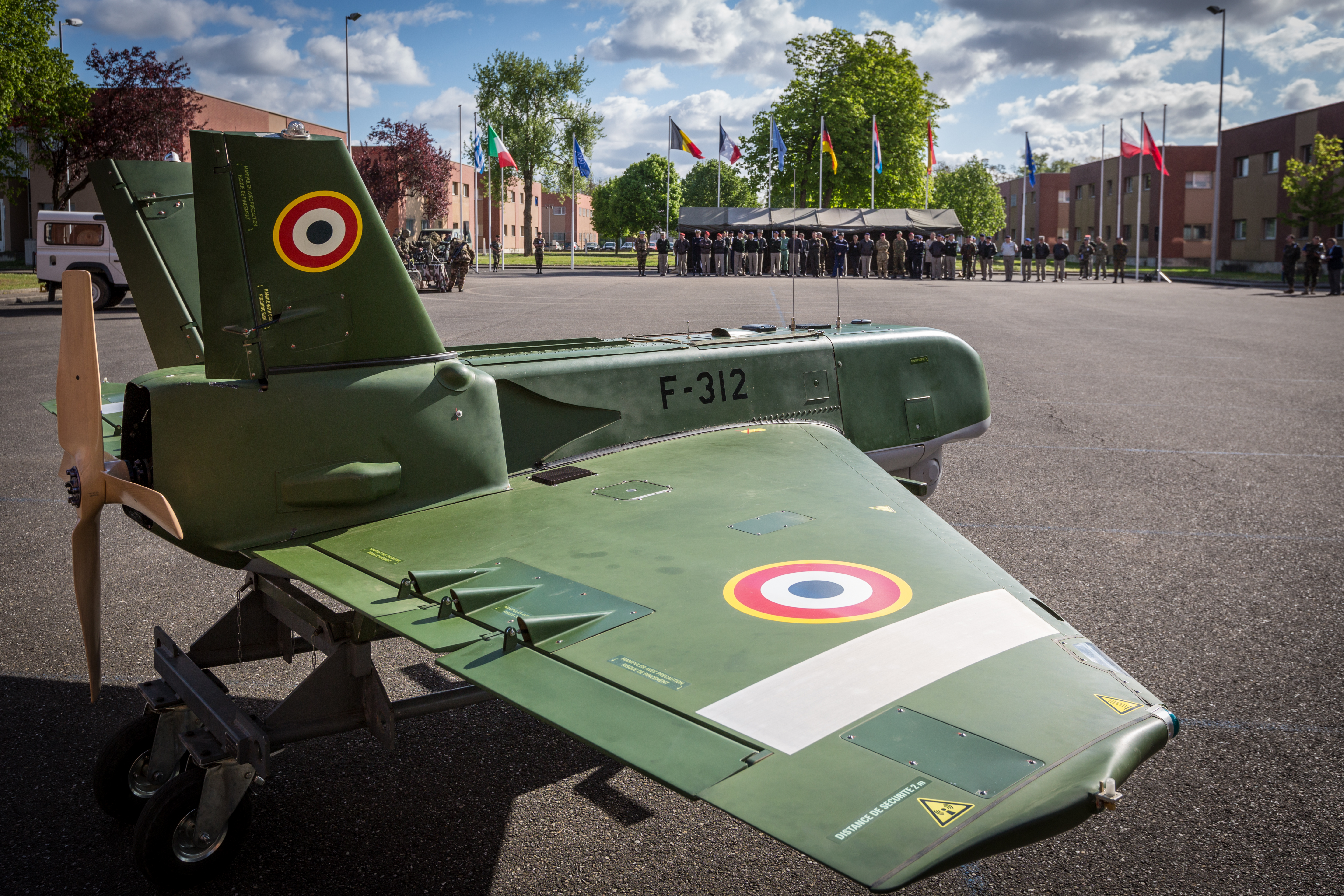
Drone SDTI en dotation au d'artillerie

Le système de drone tactique intérimaire équipe l'Armée de Terre française depuis 2005. Le 61e régiment d'artillerie de Chaumont est le régiment spécialisé dans la mise en œuvre des drones tactiques : le CL-289, le crécerelle, et le SDTI.
Depuis 2011, il dispose d'un système de station portable de récupération des images (RVT : Remote Video Terminal) qui permet aux troupes à terre de recevoir l'image au plus près de leurs objectifs.
Il a été déployé au Kosovo à partir de la fin 2007.
Sept à huit exemplaires ont été déployés en Afghanistan de novembre 2008 à juin 2012, dans le cadre de la Force internationale d'assistance et de sécurité, douze engins ont été perdus en cours de mission. Quatre lors des atterrissages, et huit en cours de mission, la plupart du temps par perte de contrôle de l'engin.
Dix-huit drones tactiques Sperwer ont été achetés pour 90 millions d’euros (soit un prix unitaire de 5 millions d'euros). Cinq autres sont commandés en janvier 2011. Cinq autres en version Sperwer Mk II en juin 2012 avec une modernisation des autres drones restant. Une autre commande a été passée fin décembre 2013 pour cinq drones tactiques SDTI Sperwer supplémentaires au profit de l’armée de Terre, dont trois fermes et deux en option livrables en 2015. La flotte de SDTI est "suspendue" en juillet 2020, ce qui correspond, de fait, à un arrêt définitif.
Son successeur, le système de drone tactique (SDT), est le Patroller.